# Тургар
Тургар или Турхар — последний ихшид Согда, выпускавший монеты по образцу чекана своих предков; единственный правитель, выпускавший в Согде серебряные монеты.
Тургар после арабского завоевания был номинально сохранен у власти, заняв место своего отца, и продолжил древние традиции своих предков — царей Согда.

## История
По данным согдийской нумизматики, после Гурека в Самарканде выпускал монеты царь Согда по имени Тургар или Турхар, который отождествляется с Ду-гэ (или Ду-хе) китайских источников. Имеется два типа монет Тургара: первый тип выпускался по образцу чекана Гурека, а второй тип отличается наличием дополнительного знака в виде луны, характерного для одного из типов китайских монет 740-х годов.
Исследователи полагают, что первый тип своих монет Тургар мог выпускать после смерти своего отца ещё до 738 года, когда он был наместником в Иштихане. В эпоху арабских завоеваний правители Согда и других владений Средней Азии поддерживали тесные связи с Китаем и неоднократно обращались к нему в надежде получить военную помощь против арабов. Свои посольства в китайскому двору посылал и Тургар. Именно им были отправлены посольства, которые, согласно китайским источникам, прибыли к китайскому двору с дарами из Самарканда в период между 740 и 772 годы.
Тургар в конце своей жизни обосновался в Нахшабе, в Южном Согде. Здесь же он мог выпускать и второй тип своих монет. Когда умер Тургар — неизвестно. Существует мнение, что он имел также мусульманское имя Язид и его сын (ал-Хасан) и внуки носили арабо-мусульманские имена.